# Capilla de Santa María Magdalena (Ciudad de México)
La Capilla de Santa María Magdalena es un templo católico ubicado en el Centro histórico de la Ciudad de México, en la alcaldía Cuahtémoc. Originalmente estuvo anexa al recogimiento de Santa María Magdalena, institución fundada en 1692 y fue construida de 1805 a 1808, como parte del proyecto de reconstrucción del recogimiento. Actualmente se utiliza como bodega de la dirección de la reforma agraria

## Historia
La real sala del crimen fue creada en 1568 como una dependencia de la Real Audiencia de México. su función era la administración y aplicación de la justicia en la totalidad del reino. Durante los dos primeros siglos del periodo virreinal la real sala del crimen contó con instalaciones muy reducidas para las mujeres que delinquían y por lo general eran enviadas a casas de carácter religioso o privadas donde frecuentemente eran sometidas a trabajos forzados.
En 1692 se fundó en la ciudad el primer recogimiento para reclusión de mujeres, utilizando el modelo de España, donde se desarrollaron los recogimientos como instituciones que tenían como fin al re encauzamiento de las reclusas, en lugar del simple castigo encerrándolas en cárceles o galeras. El proyecto estuvo a cargo de Francisco de Zaraza y Arce, alcalde de la sala del crimen y el arzobispo de México Francisco de Aguiar y Seijas. El recogimiento fue fundado en una casa del barrio indígena de San Lucas que pertenecía a los Mercedarios y dedicado a María Magdalena. Ahí fueron trasladadas las mujeres que se encontraban en la sección de reclusas del Hospital de la Misericordia. En el recogimiento eran recluidas las mujeres que cometían delitos como prostitución, homicidio robo, escándalo en la vía pública por ebriedad, sacrilegio y lesiones.
A principios del siglo XIX el recogimiento se encontraba sin medios para funcionar y en un estado ruinoso, por lo que fue necesario re edificarlo. La obra fue financiada por los inquisidores del tribunal del santo oficio ya que el gobierno carecía de fondos para realizarla y fue llevada a cabo de 1805 a 1808 por José Antonio González Velázquez, director de la Academia de San Carlos y su sobrestante José Antonio de Zúñiga quien se encargó del acopio de los materiales necesarios y de la contratación de la mano de obra requerida.
El nuevo edificio fue dedicado el 14 de marzo de 1808 en una ceremonia donde acudieron el virrey Iturrigaray, autoridades del tribunal de la inquisición, el cura de la parroquia de San Miguel y el arquitecto Ignacio Castera. La capilla fue dedicada 5 días después.
El recogimiento funcionó hasta 1812, cuando el virrey Francisco Xavier Venegas ordenó desocupar el edificio para albergar a los presidiarios que construían el proyecto de la zanja cuadrada, que tenía como finalidad el resguardo de la ciudad. En 1815 fueron trasladadas al hospital de San Antonio Abad, que se encontraba vacío y la casa de las recogidas fue convertida en caballerizas
En 1833 el edificio es reparado y adaptado para ser la sede del Colegio Militar. En 1835 el ayuntamiento dispuso la entrega de las instalaciones al colegio, el cual lo ocupó hasta 1841, cuando fue trasladado al Castillo de Chapultepec.
En 1863 durante la Segundo Imperio Mexicano el edificio fue transformado en el hospital militar del imperio, el cual fue conocido como el hospital de san Lucas. Para 1867, una vez restaurada la República, el presidente Benito Juárez nombró al destacado coronel médico cirujano Francisco Montes de Oca, director del Hospital Militar, puesto que ocupó hasta su muerte en 1885. Durante este periodo La capilla de Santa Magdalena fue utilizada como anfiteatro del hospital militar.
Al respecto del uso de la capilla como anfiteatro del hospital, el científico y escritor Manuel Rivera Cambas escribió:

...El anfiteatro está formado por un perfecto octágono, la cúpula sostenida por columnas, las ventanas superiores sin cristales y enrejada la parte inferior para buscar la mejor ventilación. Las paredes aparecen adornadas con los nombres de los mas famosos médicos antiguos y modernos; en el centro de la estancia hay dos planchas de madera, giratorias, forradas con zinc y de trecho en trecho mesas encubiertas del mismo metal para colocar las piezas; el pavimento es de mármol.